# Kingsley Coman
Pour les articles homonymes, voir Coman.
Kingsley Coman, né le 13 juin 1996 à Paris en France, est un footballeur international français qui évolue au poste d'ailier au Al-Nassr FC. 
Coman est un footballeur français qui a grandi à Moissy-Cramayel en banlieue parisienne et intègre dans sa jeunesse le Paris Saint-Germain. Il obtient son premier contrat professionnel avec la Juventus FC en 2014. Il y reste le temps d'une saison avant d'être prêté au Bayern Munich en 2015, ce dernier finissant par l'acheter en 2017. Il empile à travers ses trois clubs les titres de championnats (deux avec Paris, deux avec la Juventus, huit avec le Bayern) et remporte avec le Bayern la Ligue des champions en 2020 en inscrivant en finale le but de la victoire (0-1) contre son club formateur.
Sélectionné en équipe de France depuis 2015, il prend notamment part à l'Euro 2016 dont il dispute la finale perdue à domicile face au Portugal. Non retenu pour la Coupe du monde 2018, que la France remporte, il est toutefois régulièrement rappelé en sélection depuis et participe à la Coupe du monde 2022 dont il dispute la finale perdue face à l'Argentine ainsi qu'à l'Euro en 2020 et 2024.

## Biographie

### Enfance et formation
Kingsley Coman nait à Paris de parents guadeloupéens. Ses parents, Christian et Katia, lui donnent le prénom « Kingsley » pour rendre hommage à l'histoire de clandestins africains qui avaient pris un bateau pour tenter de rejoindre l'Europe et avaient failli être jetés par-dessus bord par des marins, l'un de ces clandestins se prénommait « Kingsley ». Le père, ému, avait lu l'histoire dans Le Parisien. Il est aussi le cousin de Corinne Coman, la Miss France 2003.
Kingsley Coman joue à Moissy-Cramayel dans le club de l'US Senart-Moissy avant d'intégrer le centre de formation du Paris Saint-Germain en 2005,. À l'âge de neuf ans, il intègre l'école de foot du PSG recruté par Yves Gergaud et coaché 3 ans par ce dernier puis il intègre le centre de formation du PSG en 2008, poussé par son père, lui-même fan du club. En juin 2011, avec la sélection de la Ligue de Paris-Île-de-France, il termine troisième de la Coupe nationale des Ligues U15, aux côtés de Moussa Dembélé et Jonathan Bamba. Durant sa formation, il intègre l'équipe de France dans la catégorie des moins de 16 ans.
À seize ans, huit mois et quatre jours, il devient le plus jeune joueur de l'histoire du club à faire ses débuts en championnat, disputant son premier match professionnel en Ligue 1 le 17 février 2013 face au FC Sochaux-Montbéliard. Il entre à la 87e minute à la place de Marco Verratti.
Le 4 août, lors du Trophée des champions 2013 face aux Girondins de Bordeaux, il entre en jeu en fin de match. Le PSG remporte le trophée en s'imposant 2 buts à 1. Il entre également en jeu et remplace Lucas Moura, toujours face à Bordeaux, lors de la 6e journée de Ligue 1. Sa quatrième et dernière apparition en équipe première a lieu le 18 mai 2014, lors du dernier match de la saison : Paris fête son titre de champion de France au Parc des Princes face à Montpellier et Coman dispute la dernière demi-heure de la rencontre. Continuant son ascension, Kingsley Coman brille en UEFA Youth League et ne tarde pas à attirer les recruteurs des grands clubs étrangers tel que la Juventus, l'AS Rome, Newcastle ou bien Arsenal.

### Titres à la Juventus puis au Bayern malgré les blessures

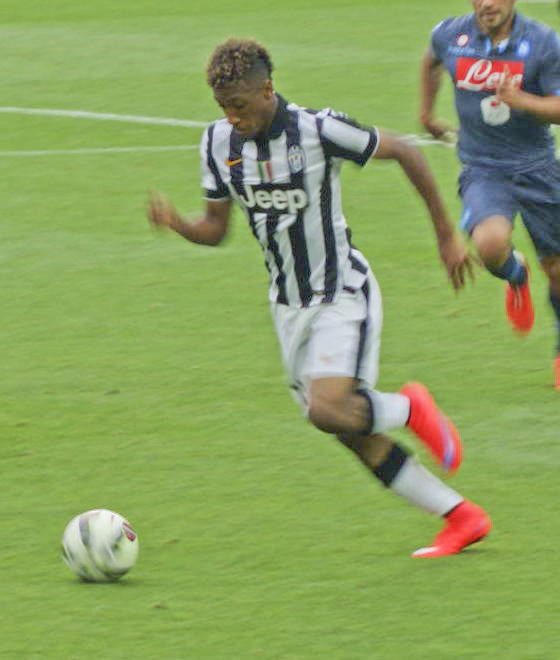
Coman avec la Juventus en 2015.

Il s'engage avec la Juventus le 7 juillet 2014, après avoir refusé un contrat professionnel au PSG, ayant peur d'obtenir peu de temps de jeu dans ce club lors de la saison suivante. La Juve réussit à le convaincre, alors que d'autres grands clubs s'intéressaient à lui.
Coman marque son premier but lors de son premier match avec la Juventus lors d'un match amical contre l'Indonesia ISL All Star, le 6 août 2014.
Il dispute son premier match officiel avec les Bianconeri en tant que titulaire lors de la première journée de Serie A, le 30 août 2014 (victoire 1-0 sur la Chievo Vérone). Il marque son premier but en Coupe d'Italie le 15 janvier 2015 lors de la victoire 6-1 de la Juve face à l'Hellas Vérone. Le 2 mai 2015, il est sacré champion d'Italie lors de la victoire 0-1 de la Juve face à la Sampdoria de Gênes. Le 20 mai 2015, il est vainqueur de la Coupe d'Italie après une victoire 2-1 face à la Lazio, sans être entré en jeu au cours de ce match. Le 6 juin 2015, il entre en jeu à la 89e minute de la finale de la Ligue des champions. Son équipe s'incline 3-1 face au FC Barcelone.
Le 30 août 2015, Coman est prêté pour deux saisons avec option d'achat au Bayern Munich. Il joue son premier match sous ses nouvelles couleurs le 12 septembre 2015, en entrant en jeu lors d'une victoire en championnat face au FC Augsbourg.
Le 19 septembre 2015, profitant des blessures récurrentes d'Arjen Robben, Mario Götze et Franck Ribéry, Kingsley Coman est titularisé pour la première fois et en profite pour marquer son premier but avec le Bayern, lors du match de Bundesliga face à SV Darmstadt (3-0). Il marque à nouveau lors de la 7e journée de Bundesliga à Mayence (0-3). Coman marque son premier but en Ligue des champions le 24 novembre, lors d'un match remporté 4-0 face à l'Olympiakos. Lors de ce match, il délivre également une nouvelle passe décisive. À l'instar de Douglas Costa, les bonnes performances de Coman surprennent et ravissent aussi bien l'entraîneur Pep Guardiola que la presse et le public bavarois, au point que leur duo est rapidement surnommé « CoCo » (pour Coman-Costa) en référence au duo « Robbery » (pour Robben-Ribéry), qu'il remplace en l'absence de ce dernier. Kingsley Coman termine sa saison 2015-2016 avec six buts.
Le transfert définitif de Coman au Bayern est confirmé le 27 avril 2017, le joueur s'engageant avec le club pour trois ans à la fin de la saison pour 21 millions d'euros. Le 21 décembre 2017 Coman prolonge son contrat avec le Bayern jusqu'en 2023.
Le 23 août 2020, lors de la finale de la Ligue des champions 2019-2020, il marque de la tête l'unique but du match face au Paris Saint-Germain permettant au Bayern de gagner sa sixième Ligue des champions,.
Le 5 décembre 2020, Coman réalise un triplé de passes décisives contre le RB Leipzig, concurrent direct au titre, lors de la 10e journée de Bundesliga (3-3).
Le 12 janvier 2022, il prolonge avec le Bayern jusqu'en juin 2027. Selon L'Équipe, il devient le troisième salaire du club,.

### Al-Nassr FC
Le 15 août 2025, Coman annonce sont départ du club avant que le club saoudien Al-Nassr FC annonce son arrivé quelques heures plus tard,.

### En équipe nationale

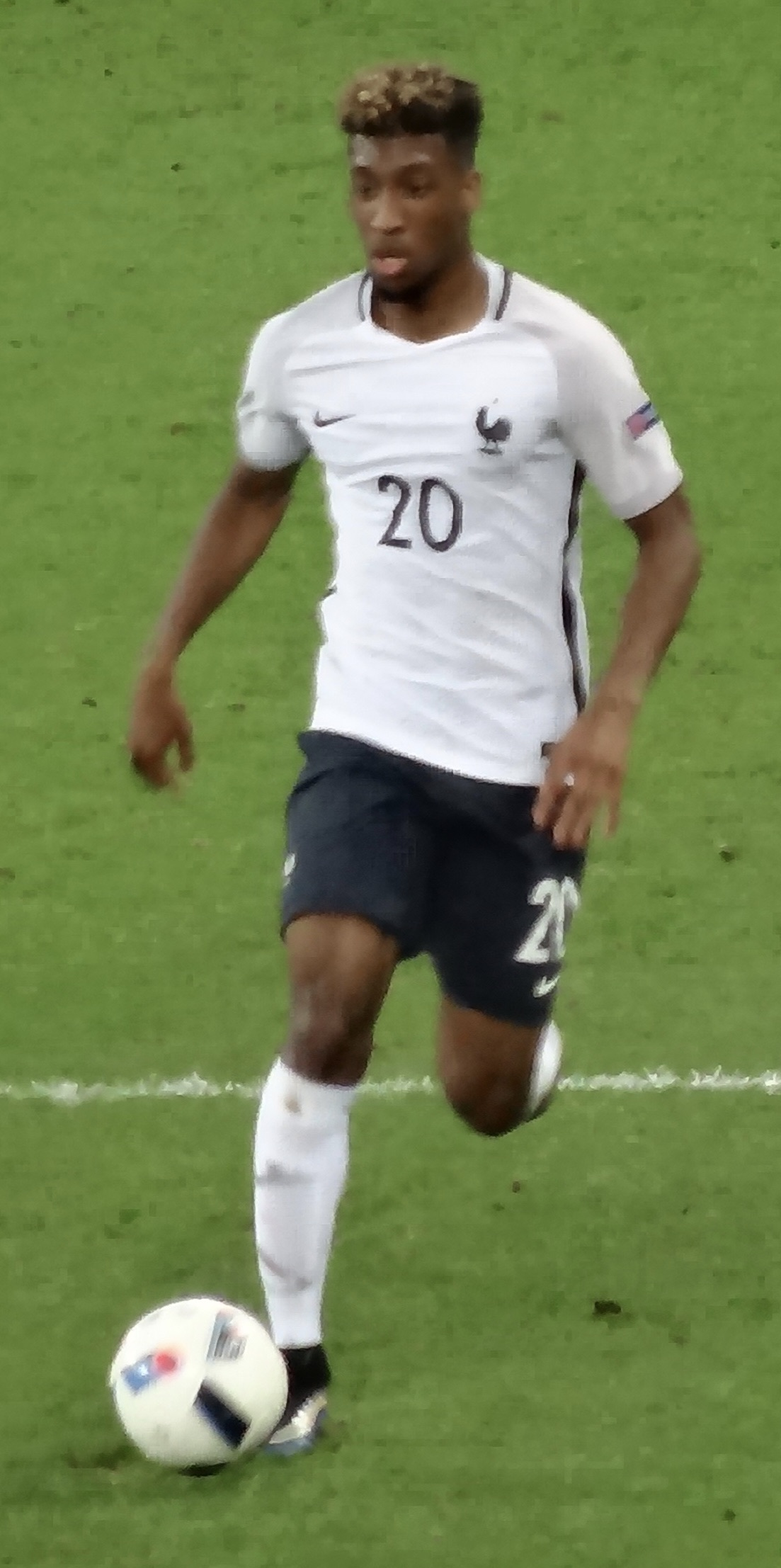
Coman durant l'Euro 2016.

Le 2 juin 2014, à seulement 17 ans, Coman a fait sa première apparition pour l'équipe espoirs française, commençant dans une victoire amicale de 6-0 contre Singapour et marquant une fois lors du match.
Le 5 novembre 2015, Coman a été sélectionné pour la première fois dans l'équipe nationale française pour affronter l'Allemagne et l'Angleterre lors de matchs amicaux. Il a fait ses débuts huit jours plus tard au Stade de France, entrant en tant que remplaçant à la 69e minute à la place d'Anthony Martial lors d'une victoire 2-0 contre les champions du monde allemands, éclipsée par les tirs et explosions autour du stade.
Le 29 mars suivant, contre la Russie, lors du premier match dans le stade depuis les attentats, Coman a remplacé Martial à la mi-temps et a marqué son premier but international sur une passe de Dimitri Payet, confirmant une victoire 4-2.
En mai 2016, Coman a été nommé dans l'équipe de 23 joueurs de l'équipe nationale dirigée par Didier Deschamps pour l'Euro 2016, qui se déroulerait sur le sol national. À la suite de ses performances tout au long du tournoi, alors que son pays atteignait la finale, pour finalement perdre 1-0 contre le Portugal en prolongation, Coman a été nommé pour le prix du Jeune Joueur du Tournoi, qui est finalement allé au Portugais Renato Sanches.
Coman a fait partie des onze joueurs mis en attente pour l'équipe de France lors de la Coupe du Monde de la FIFA 2018 en Russie. Coman n'a pas été convoqué pour la Coupe du Monde 2018 en raison d'une blessure.
Le 2 juin 2019, Coman a fait son retour en équipe de France contre la Bolivie après 19 mois sans jouer pour l'équipe nationale. Coman est entré en tant que remplaçant à la 65e minute.
En juin 2021, Coman a été inclus dans la liste finale de 26 joueurs pour l'Euro 2020 reporté. Le 9 novembre 2022, il a été inclus dans la liste finale pour la Coupe du monde de football 2022 au Qatar. Le 18 décembre 2022, il est entré en tant que remplaçant d'Antoine Griezmann lors de la Finale de la Coupe du Monde de la FIFA 2022 contre l'Argentine. Le match s'est terminé sur un score de 3-3 et est allé aux tirs au but. Coman a tiré le deuxième penalty de la France lors de la séance de tirs au but, mais il a été arrêté par le gardien Emiliano Martínez, l'Argentine remportant finalement 4-2 aux tirs au but.
En mai 2024, il figure dans une liste de 25 joueurs appelés par Didier Deschamps pour l'Euro 2024.

## Style de jeu
Considéré comme l'un des jeunes joueurs les plus prometteurs de sa génération,, Coman est un ailier rapide, talentueux et techniquement doué, avec de bonnes compétences en dribble, une vision du jeu, et une vitesse et une accélération explosives. Il est capable de jouer sur les deux flancs, voire au centre, en tant que milieu offensif ou attaquant. Bien qu'il soit naturellement droitier, sa position préférée est sur le côté gauche, ce qui lui permet de dépasser les adversaires en un contre un, de repiquer au centre sur son pied droit, et soit de tirer au but, de créer des occasions pour ses coéquipiers, ou d'effectuer des courses offensives dans la surface,. En 2015, Don Balón l'a désigné comme l'un des 101 meilleurs jeunes joueurs du monde.
Sous la direction de Julian Nagelsmann au Bayern et de Didier Deschamps en équipe nationale senior de France, Coman a occasionnellement joué en tant qu'arrière droit offensif,.

## Vie personnelle
En juin 2017, Coman a été arrêté pour violence domestique après avoir agressé physiquement la mannequin Sephora Goignan, son ex-petite amie et mère de son premier enfant, Lëyana, alors âgée d'un an et demi. Coman a reconnu les accusations sur Instagram. En septembre 2017, Coman a plaidé coupable devant un tribunal français et est condamné à verser 5 000 € à Sephora Goignan. En juin 2021, il a eu son troisième enfant avec sa petite amie Sabrina, originaire de Suède, et le couple possède un appartement à Stockholm,. Coman est devenu papa pour la 4ème fois en juillet 2024 lors de l’Euro 2024.

## Statistiques
| Saison                | Club                  | Championnat           | Championnat | Championnat | Championnat | Coupe(s) nationale(s) | Coupe(s) nationale(s) | Coupe(s) nationale(s) | Supercoupe | Supercoupe | Supercoupe | Compétition(s) continentale(s) | Compétition(s) continentale(s) | Compétition(s) continentale(s) | Compétition(s) continentale(s) | Coupe du monde des clubs | Coupe du monde des clubs | Coupe du monde des clubs | Total | Total | Total |
| Saison                | Club                  | Division              | M.          | B.          | P.d.        | M.                    | B.                    | P.d.                  | M.         | B.         | P.d.       | Comp.                          | M.                             | B.                             | P.d.                           | M.                       | B.                       | P.d.                     | M.    | B.    | P.d.  |
| 2012-2013             | Paris Saint-Germain   | Ligue 1               | 1           | 0           | 0           | -                     | -                     | -                     | -          | -          | -          | C1                             | -                              | -                              | -                              | -                        | -                        | -                        | 1     | 0     | 0     |
| 2013-2014             | Paris Saint-Germain   | Ligue 1               | 2           | 0           | 0           | -                     | -                     | -                     | 1          | 0          | 0          | C1                             | -                              | -                              | -                              | -                        | -                        | -                        | 3     | 0     | 0     |
| Sous-total            | Sous-total            | Sous-total            | 3           | 0           | 0           | -                     | -                     | -                     | 1          | 0          | 0          | -                              | -                              | -                              | -                              | -                        | -                        | -                        | 4     | 0     | 0     |
| 2014-2015             | Juventus FC           | Serie A               | 14          | 0           | 2           | 4                     | 1                     | 0                     | -          | -          | -          | C1                             | 2                              | 0                              | 0                              | -                        | -                        | -                        | 20    | 1     | 2     |
| 2015-2016             | Juventus FC           | Serie A               | 1           | 0           | 0           | -                     | -                     | -                     | 1          | 0          | 0          | C1                             | -                              | -                              | -                              | -                        | -                        | -                        | 2     | 0     | 0     |
| Sous-total            | Sous-total            | Sous-total            | 15          | 0           | 2           | 4                     | 1                     | 0                     | 1          | 0          | 0          | -                              | 2                              | 0                              | 0                              | -                        | -                        | -                        | 22    | 1     | 2     |
| 2015-2016             | Bayern Munich (prêt)  | Bundesliga            | 23          | 4           | 6           | 4                     | 0                     | 0                     | -          | -          | -          | C1                             | 8                              | 2                              | 5                              | -                        | -                        | -                        | 35    | 6     | 11    |
| 2016-2017             | Bayern Munich (prêt)  | Bundesliga            | 19          | 2           | 1           | 3                     | 0                     | 0                     | 1          | 0          | 0          | C1                             | 2                              | 0                              | 0                              | -                        | -                        | -                        | 25    | 2     | 1     |
| 2017-2018             | Bayern Munich         | Bundesliga            | 21          | 3           | 3           | 5                     | 2                     | 1                     | 1          | 0          | 0          | C1                             | 6                              | 2                              | 2                              | -                        | -                        | -                        | 33    | 7     | 6     |
| 2018-2019             | Bayern Munich         | Bundesliga            | 21          | 6           | 4           | 5                     | 2                     | 0                     | 1          | 1          | 1          | C1                             | 3                              | 1                              | 0                              | -                        | -                        | -                        | 30    | 10    | 5     |
| 2019-2020             | Bayern Munich         | Bundesliga            | 24          | 4           | 3           | 4                     | 1                     | 1                     | 1          | 0          | 0          | C1                             | 9                              | 3                              | 1                              | -                        | -                        | -                        | 38    | 8     | 5     |
| 2020-2021             | Bayern Munich         | Bundesliga            | 29          | 5           | 10          | 0                     | 0                     | 0                     | 1          | 0          | 0          | C1                             | 7                              | 3                              | 3                              | 2                        | 0                        | 0                        | 39    | 8     | 13    |
| 2021-2022             | Bayern Munich         | Bundesliga            | 21          | 6           | 2           | 1                     | 0                     | 0                     | 1          | 0          | 0          | C1                             | 9                              | 2                              | 3                              | -                        | -                        | -                        | 32    | 8     | 5     |
| 2022-2023             | Bayern Munich         | Bundesliga            | 24          | 8           | 5           | 3                     | 0                     | 0                     | 1          | 0          | 0          | C1                             | 7                              | 1                              | 1                              | -                        | -                        | -                        | 35    | 9     | 6     |
| 2023-2024             | Bayern Munich         | Bundesliga            | 17          | 3           | 3           | 2                     | 0                     | 0                     | 1          | 0          | 0          | C1                             | 7                              | 2                              | 0                              | -                        | -                        | -                        | 27    | 5     | 3     |
| 2024-2025             | Bayern Munich         | Bundesliga            | 28          | 5           | 4           | 2                     | 1                     | 0                     | -          | -          | -          | C1                             | 11                             | 1                              | 0                              | 4                        | 2                        | 1                        | 45    | 9     | 5     |
| Sous-total            | Sous-total            | Sous-total            | 227         | 46          | 41          | 29                    | 6                     | 2                     | 8          | 1          | 1          | -                              | 69                             | 17                             | 15                             | 6                        | 2                        | 1                        | 339   | 72    | 60    |
| 2025-2026             | Al-Nassr FC           | Saudi Pro League      | -           | -           | -           | -                     | -                     | -                     | 1          | 0          | 0          | -                              | -                              | -                              | -                              | -                        | -                        | -                        | 1     | 0     | 0     |
| Total sur la carrière | Total sur la carrière | Total sur la carrière | 245         | 46          | 43          | 33                    | 7                     | 2                     | 11         | 1          | 1          | -                              | 71                             | 17                             | 15                             | 6                        | 2                        | 1                        | 366   | 73    | 62    |

### En sélection nationale
| Saison                | Sélection             | Phases finales        | Phases finales | Phases finales | Phases finales | Éliminatoires | Éliminatoires | Éliminatoires | Matchs amicaux | Matchs amicaux | Matchs amicaux | Total | Total | Total |
| Saison                | Sélection             | Compétition           | M              | B              | Pd             | M             | B             | Pd            | M              | B              | Pd             | M     | B     | Pd    |
| --------------------- | --------------------- | --------------------- | -------------- | -------------- | -------------- | ------------- | ------------- | ------------- | -------------- | -------------- | -------------- | ----- | ----- | ----- |
| 2015-2016             | France                | Euro 2016             | 6              | 0              | 0              | -             | -             | -             | 5              | 1              | 1              | 11    | 1     | 1     |
| 2016-2017             | France                | -                     | -              | -              | -              | -             | -             | -             | -              | -              | -              | 0     | 0     | 0     |
| 2017-2018             | France                | -                     | -              | -              | -              | 3             | 0             | 0             | 1              | 0              | 0              | 4     | 0     | 0     |
| 2018-2019             | France                | -                     | -              | -              | -              | 1             | 0             | 0             | 1              | 0              | 0              | 2     | 0     | 0     |
| 2019-2020             | France                | -                     | -              | -              | -              | 5             | 3             | 0             | -              | -              | -              | 5     | 3     | 0     |
| 2020-2021             | France                | Euro 2020             | 2              | 0              | 0              | 8             | 1             | 0             | 0              | 0              | 0              | 10    | 1     | 0     |
| 2021-2022             | France                | -                     | -              | -              | -              | 7             | 0             | 1             | 1              | 0              | 0              | 8     | 0     | 1     |
| 2022-2023             | France                | Coupe du monde 2022   | 6              | 0              | 0              | 3             | 0             | 1             | -              | -              | -              | 9     | 0     | 1     |
| 2023-2024             | France                | Euro 2024             | 1              | 0              | 0              | 4             | 3             | 1             | 2              | 1              | 0              | 7     | 4     | 1     |
| 2024-2025             | France                | -                     | -              | -              | -              | 1             | 0             | 0             | -              | -              | -              | 1     | 0     | 0     |
| Total sur la carrière | Total sur la carrière | Total sur la carrière | 15             | 0              | 0              | 32            | 6             | 3             | 11             | 2              | 1              | 58    | 8     | 4     |

### Liste des matchs internationaux
| Matchs internationaux de Kingsley Coman | Matchs internationaux de Kingsley Coman | Matchs internationaux de Kingsley Coman             | Matchs internationaux de Kingsley Coman | Matchs internationaux de Kingsley Coman | Matchs internationaux de Kingsley Coman | Matchs internationaux de Kingsley Coman                                                                                  |
|                                         | Date                                    | Lieu                                                | Adversaire                              | Résultat                                | Compétition                             | Notes |
| --------------------------------------- | --------------------------------------- | --------------------------------------------------- | --------------------------------------- | --------------------------------------- | --------------------------------------- | --- |
| 1.                                      | 13 novembre 2015                        | Stade de France, Saint-Denis, France                | Allemagne                               | 2 - 0                                   | Match amical                            | Entre en jeu à la place d'Anthony Martial à la 70e minute de jeu.                                                        |
| 2.                                      | 17 novembre 2015                        | Stade de Wembley, Londres, Angleterre               | Angleterre                              | 2 - 0                                   | Match amical                            | Entre en jeu à la place d'Hatem Ben Arfa à la 46e minute de jeu.                                                         |
| 3.                                      | 29 mars 2016                            | Stade de France, Saint-Denis, France                | Russie                                  | 4 - 2                                   | Match amical                            | Entre en jeu à la place d'Anthony Martial à la 46e minute de jeu.                                                        |
| 4.                                      | 30 mai 2016                             | Stade de la Beaujoire, Nantes, France               | Cameroun                                | 3 - 2                                   | Match amical                            | Titulaire et remplacé par Yohan Cabaye à la 76e minute de jeu.                                                           |
| 5.                                      | 4 juin 2016                             | Stade Saint-Symphorien, Longeville-lès-Metz, France | Écosse                                  | 3 - 0                                   | Match amical                            | Titulaire et remplacé par Antoine Griezmann à la 46e minute de jeu.                                                      |
| 6.                                      | 10 juin 2016                            | Stade de France, Saint-Denis, France                | Roumanie                                | 2 - 1                                   | Euro 2016                               | Entre en jeu à la place d'Antoine Griezmann à la 66e minute de jeu.                                                      |
| 7.                                      | 15 juin 2016                            | Stade Vélodrome, Marseille, France                  | Albanie                                 | 2 - 0                                   | Euro 2016                               | Titulaire et remplacé par Antoine Griezmann à la 68e minute de jeu.                                                      |
| 8.                                      | 19 juin 2016                            | Stade Pierre-Mauroy, Villeneuve-d'Ascq, France      | Suisse                                  | 0 - 0                                   | Euro 2016                               | Titulaire et remplacé par Dimitri Payet à la 63e minute de jeu.                                                          |
| 9.                                      | 26 juin 2016                            | Parc Olympique lyonnais, Décines-Charpieu, France   | République d'Irlande                    | 2 - 1                                   | Euro 2016                               | Entre en jeu à la place de N'Golo Kanté à la 46e minute de jeu puis remplacé par Moussa Sissoko à la 93e minute de jeu.  |
| 10.                                     | 3 juillet 2016                          | Stade de France, Saint-Denis, France                | Islande                                 | 5 - 2                                   | Euro 2016                               | Entre en jeu à la place de Dimitri Payet à la 80e minute de jeu.                                                         |
| 11.                                     | 10 juillet 2016                         | Stade de France, Saint-Denis, France                | Portugal                                | 0 - 1                                   | Euro 2016                               | Entre en jeu à la place de Dimitri Payet à la 58e minute de jeu.                                                         |
| 12.                                     | 31 août 2017                            | Stade de France, Saint-Denis, France                | Pays-Bas                                | 4 - 0                                   | Éliminatoires Coupe du monde 2018       | Titulaire et remplacé par Alexandre Lacazette à la 80e minute de jeu.                                                    |
| 13.                                     | 3 septembre 2017                        | Stadium de Toulouse, Toulouse, France               | Luxembourg                              | 0 - 0                                   | Éliminatoires Coupe du monde 2018       | Entre en jeu à la place de Kylian Mbappé à la 59e minute de jeu.                                                         |
| 14.                                     | 10 octobre 2017                         | Stade de France, Saint-Denis, France                | Biélorussie                             | 2 - 1                                   | Éliminatoires Coupe du monde 2018       | Titulaire et remplacé par Kylian Mbappé à la 61e minute de jeu.                                                          |
| 15.                                     | 10 novembre 2017                        | Stade de France, Saint-Denis, France                | Pays de Galles                          | 2 - 0                                   | Match amical                            | Titulaire et remplacé par Anthony Martial à la 73e minute de jeu.                                                        |
| 16.                                     | 2 juin 2019                             | Stade de la Beaujoire, Nantes, France               | Bolivie                                 | 2 - 0                                   | Match amical                            | Entre en jeu à la place de Thomas Lemar à la 66e minute de jeu.                                                          |
| 17.                                     | 8 juin 2019                             | Konya Büyükşehir Belediye Stadyumu, Konya, Turquie  | Turquie                                 | 2 - 0                                   | Éliminatoires Euro 2020                 | Entre en jeu à la place de Blaise Matuidi à la 45e minute de jeu.                                                        |
| 18.                                     | 7 septembre 2019                        | Stade de France, Saint-Denis, France                | Albanie                                 | 4 - 1                                   | Éliminatoires Euro 2020                 | Titulaire et remplacé par Jonathan Ikoné à la 77e minute de jeu.                                                         |
| 19.                                     | 10 septembre 2019                       | Stade de France, Saint-Denis, France                | Andorre                                 | 3 - 0                                   | Éliminatoires Euro 2020                 | Titulaire et remplacé par Nabil Fekir à la 85e minute de jeu.                                                            |
| 20.                                     | 11 octobre 2019                         | Laugardalsvöllur, Reykjavik, Islande                | Islande                                 | 0 - 1                                   | Éliminatoires Euro 2020                 | Titulaire et remplacé par Jonathan Ikoné à la 88e minute de jeu.                                                         |
| 21.                                     | 14 octobre 2019                         | Stade de France, Saint-Denis, France                | Turquie                                 | 1 - 1                                   | Éliminatoires Euro 2020                 | Titulaire et remplacé par Jonathan Ikoné à la 87e minute de jeu.                                                         |
| 22.                                     | 14 novembre 2019                        | Stade de France, Saint-Denis, France                | Moldavie                                | 2 - 1                                   | Éliminatoires Euro 2020                 | Titulaire et remplacé par Thomas Lemar à la 88e minute de jeu.                                                           |
| 23.                                     | 11 octobre 2020                         | Stade de France, Saint-Denis, France                | Portugal                                | 0 - 0                                   | Ligue des Nations 2020-2021             | Entre en jeu à la place de Kylian Mbappé à la 84e minute de jeu.                                                         |
| 24.                                     | 14 octobre 2020                         | Stade Maksimir, Zagreb, Croatie                     | Croatie                                 | 2 - 1                                   | Ligue des Nations 2020-2021             | Entre en jeu à la place d'Anthony Martial à la 63e minute de jeu.                                                        |
| 25.                                     | 14 novembre 2020                        | Estádio da Luz, Lisbonne, Portugal                  | Portugal                                | 1 - 0                                   | Ligue des Nations 2020-2021             | Titulaire et remplacé par Marcus Thuram à la 59e minute de jeu.                                                          |
| 26.                                     | 17 novembre 2020                        | Stade de France, Saint-Denis, France                | Suède                                   | 4 - 2                                   | Ligue des Nations 2020-2021             | Entre en jeu à la place d'Olivier Giroud à la 84e minute de jeu.                                                         |
| 27.                                     | 24 mars 2021                            | Stade de France, Saint-Denis, France                | Ukraine                                 | 1 - 1                                   | Éliminatoires Coupe du monde 2022       | Titulaire et remplacé par Ousmane Dembélé à la 63e minute de jeu.                                                        |
| 28.                                     | 28 mars 2021                            | Astana Arena, Noursoultan, Kazakhstan               | Kazakhstan                              | 0 - 2                                   | Éliminatoires Coupe du monde 2022       | Entre en jeu à la place d'Ousmane Dembélé à la 90e minute de jeu.                                                        |
| 29.                                     | 31 mars 2021                            | Stade Grbavica, Sarajevo, Bosnie-Herzégovine        | Bosnie-Herzégovine                      | 0 - 1                                   | Éliminatoires Coupe du monde 2022       | Titulaire et remplacé par Olivier Giroud à la 59e minute de jeu.                                                         |
| 30.                                     | 2 juin 2021                             | Allianz Riviera, Nice, France                       | Pays de Galles                          | 3 - 0                                   | Match amical                            | Entre en jeu à la place de Paul Pogba à la 63e minute de jeu.                                                            |
| 31.                                     | 23 juin 2021                            | Stade Ferenc-Puskás, Budapest, Hongrie              | Portugal                                | 2 - 2                                   | Euro 2020                               | Entre en jeu à la place de Corentin Tolisso à la 66e minute de jeu.                                                      |
| 32.                                     | 28 juin 2021                            | Arena Națională, Bucarest, Roumanie                 | Suisse                                  | 3 - 3 4-5 t.a.b                         | Euro 2020                               | Entre en jeu à la place de Clément Lenglet à la 46e minute de jeu et remplacé par Marcus Thuram à la 111e minute de jeu. |
| 33.                                     | 1er septembre 2021                      | Stade de la Meinau, Strasbourg, France              | Bosnie-Herzégovine                      | 1 - 1                                   | Éliminatoires Coupe du monde 2022       | Entre en jeu à la place d'Antoine Griezmann à la 76e minute de jeu.                                                      |
| 34.                                     | 4 septembre 2021                        | Stade olympique de Kiev, Kiev, Ukraine              | Ukraine                                 | 1 - 1                                   | Éliminatoires Coupe du monde 2022       | Titulaire et remplacé par Moussa Diaby à la 64e minute de jeu.                                                           |
| 35.                                     | 13 novembre 2021                        | Parc des Princes, Paris, France                     | Kazakhstan                              | 8 - 0                                   | Éliminatoires Coupe du monde 2022       | Titulaire et remplacé par Benjamin Pavard à la 79e minute de jeu.                                                        |
| 36.                                     | 16 novembre 2021                        | Stade olympique d'Helsinki, Helsinki, Finlande      | Finlande                                | 0 - 2                                   | Éliminatoires Coupe du monde 2022       | Entre en jeu à la place de Jules Koundé à la 57e minute de jeu.                                                          |
| 37.                                     | 25 mars 2022                            | Stade Vélodrome, Marseille, France                  | Côte d'Ivoire                           | 2 - 1                                   | Match amical                            | Titulaire et remplacé par Jonathan Clauss à la 88e minute de jeu.                                                        |
| 38.                                     | 3 juin 2022                             | Stade de France, Saint-Denis, France                | Danemark                                | 1 - 2                                   | Ligue des nations 2022-2023             | Titulaire et remplacé par Jonathan Clauss à la 90e minute de jeu.                                                        |
| 39.                                     | 10 juin 2022                            | Stade Ernst-Happel, Vienne, Autriche                | Autriche                                | 1 - 1                                   | Ligue des nations 2022-2023             | Titulaire et remplacé par Christopher Nkunku à la 79e minute de jeu.                                                     |
| 40.                                     | 13 juin 2022                            | Stade de France, Saint-Denis, France                | Croatie                                 | 0 - 1                                   | Ligue des nations 2022-2023             | Entre en jeu à la place de Christopher Nkunku à la 72e minute de jeu.                                                    |
| 41.                                     | 22 novembre 2022                        | Stade Al-Janoub, Al Wakrah, Qatar                   | Australie                               | 4 - 1                                   | Coupe du monde 2022                     | Entre en jeu à la place d'Ousmane Dembélé à la 77e minute de jeu.                                                        |
| 42.                                     | 26 novembre 2022                        | Stade 974, Doha, Qatar                              | Danemark                                | 2 - 1                                   | Coupe du monde 2022                     | Entre en jeu à la place d'Ousmane Dembélé à la 75e minute de jeu.                                                        |
| 43.                                     | 30 novembre 2022                        | Stade Education City, Al Rayyan, Qatar              | Tunisie                                 | 1 - 0                                   | Coupe du monde 2022                     | Titulaire et remplacé par Adrien Rabiot à la 63e minute de jeu.                                                          |
| 44.                                     | 4 décembre 2022                         | Stade Al-Thumama, Doha, Qatar                       | Pologne                                 | 3 - 1                                   | Coupe du monde 2022                     | Entre en jeu à la place d'Ousmane Dembélé à la 76e minute de jeu.                                                        |
| 45.                                     | 10 décembre 2022                        | Stade Al-Bayt, Al-Khor, Qatar                       | Angleterre                              | 1 - 2                                   | Coupe du monde 2022                     | Entre en jeu à la place d'Ousmane Dembélé à la 79e minute de jeu.                                                        |
| 46.                                     | 18 décembre 2022                        | Stade de Lusail, Lusail, Qatar                      | Argentine                               | 3 - 3 4-2 t.a.b                         | Coupe du monde 2022                     | Entre en jeu à la place d'Antoine Griezmann à la 71e minute de jeu.                                                      |
| 47.                                     | 24 mars 2023                            | Stade de France, Saint-Denis, France                | Pays-Bas                                | 4 - 0                                   | Éliminatoires de l'Euro 2024            | Titulaire et remplacé par Moussa Diaby à la 67e minute de jeu.                                                           |
| 48.                                     | 16 juin 2023                            | Stade de l'Algarve, Almancil, Portugal              | Gibraltar                               | 0 - 3                                   | Éliminatoires de l'Euro 2024            | Titulaire et remplacé par Ousmane Dembélé à la 66e minute de jeu.                                                        |
| 49.                                     | 19 juin 2023                            | Stade de France, Saint-Denis, France                | Grèce                                   | 1 - 0                                   | Éliminatoires de l'Euro 2024            | Titulaire et remplacé par Ousmane Dembélé à la 77e minute de jeu.                                                        |
| 50.                                     | 7 septembre 2023                        | Parc des Princes, Paris, France                     | République d'Irlande                    | 2 - 0                                   | Éliminatoires de l'Euro 2024            | Entre en jeu à la place d’Ousmane Dembélé à la 73e minute de jeu.                                                        |
| 51.                                     | 12 septembre 2023                       | Signal Iduna Park, Dortmund, Allemagne              | Allemagne                               | 2 - 1                                   | Match amical                            | Titulaire et remplacé par Ousmane Dembélé à la 64e minute de jeu.                                                        |
| 52.                                     | 13 octobre 2023                         | Johan Cruyff Arena, Amsterdam, Pays-Bas             | Pays-Bas                                | 1 - 2                                   | Éliminatoires de l'Euro 2024            | Titulaire et remplacé par Olivier Giroud à la 71e minute de jeu.                                                         |
| 53.                                     | 17 octobre 2023                         | Stade Pierre-Mauroy, Villeneuve-d'Ascq, France      | Écosse                                  | 4 - 1                                   | Match amical                            | Entre en jeu à la place d'Ousmane Dembélé à la 64e minute de jeu.                                                        |
| 54.                                     | 18 novembre 2023                        | Allianz Riviera, Nice, France                       | Gibraltar                               | 14 - 0                                  | Éliminatoires de l'Euro 2024            | Titulaire et remplacé par Ousmane Dembélé à la 66e minute de jeu.                                                        |
| 55.                                     | 21 novembre 2023                        | Stade Agiá Sofiá, Athènes, Grèce                    | Grèce                                   | 2 - 2                                   | Éliminatoires de l'Euro 2024            | Entre en jeu à la place d'Ousmane Dembélé à la 64e minute de jeu.                                                        |
| 56.                                     | 9 juin 2024                             | Matmut Atlantique, Bordeaux, France                 | Canada                                  | 0 - 0                                   | Match amical                            | Entre en jeu à la place de Marcus Thuram à la 74e minute de jeu.                                                         |
| 57.                                     | 21 juin 2024                            | Stade de Leipzig, Leipzig, Allemagne                | Pays-Bas                                | 0 - 0                                   | Euro 2024                               | Entre en jeu à la place d'Ousmane Dembélé à la 75e minute de jeu.                                                        |
| 58.                                     | 14 novembre 2024                        | Stade de France, Saint-Denis, France                | Israël                                  | 0 - 0                                   | Ligue des nations 2024-2025             | Entre en jeu à la place de Michael Olise à la 71e minute de jeu.                                                         |

### Buts internationaux
| Buts internationaux de Kingsley Coman | Buts internationaux de Kingsley Coman                          | Buts internationaux de Kingsley Coman                          | Buts internationaux de Kingsley Coman                          | Buts internationaux de Kingsley Coman                          | Buts internationaux de Kingsley Coman                          | Buts internationaux de Kingsley Coman                          | Buts internationaux de Kingsley Coman                          | Buts internationaux de Kingsley Coman                          |
|                                       | Date                                                           | Lieu                                                           | Adversaire                                                     | Score                                                          | Résultat                                                       | Compétition                                                    | Notes                                                          | Sel.                                                           |
| ------------------------------------- | -------------------------------------------------------------- | -------------------------------------------------------------- | -------------------------------------------------------------- | -------------------------------------------------------------- | -------------------------------------------------------------- | -------------------------------------------------------------- | -------------------------------------------------------------- | -------------------------------------------------------------- |
| 1.                                    | 29 mars 2016                                                   | Stade de France, Saint-Denis, France                           | Russie                                                         | 4 - 2                                                          | 4 - 2                                                          | Match amical                                                   | 76e du pied gauche                                             | 3e                                                             |
| 2.                                    | 7 septembre 2019                                               | Stade de France, Saint-Denis, France                           | Albanie                                                        | 1 - 0                                                          | 4 - 1                                                          | Éliminatoires Euro 2020                                        | 8e du pied gauche                                              | 18e                                                            |
| 3.                                    | 7 septembre 2019                                               | Stade de France, Saint-Denis, France                           | Albanie                                                        | 3 - 0                                                          | 4 - 1                                                          | Éliminatoires Euro 2020                                        | 68e du pied droit                                              | 18e                                                            |
| 4.                                    | 10 septembre 2019                                              | Stade de France, Saint-Denis, France                           | Andorre                                                        | 1 - 0                                                          | 3 - 0                                                          | Éliminatoires Euro 2020                                        | 18e du pied droit                                              | 19e                                                            |
| 5.                                    | 17 novembre 2020                                               | Stade de France, Saint-Denis, France                           | Suède                                                          | 4 - 2                                                          | 4 - 2                                                          | Ligue des nations 2020-2021                                    | 90+4e du pied droit                                            | 26e                                                            |
| 6.                                    | 17 octobre 2023                                                | Stade Pierre-Mauroy, Villeneuve-d'Ascq, France                 | Écosse                                                         | 4 - 1                                                          | 4 - 1                                                          | Match amical                                                   | 70e du pied droit                                              | 53e                                                            |
| 7.                                    | 18 novembre 2023                                               | Allianz Riviera, Nice, France                                  | Gibraltar                                                      | 6 - 0                                                          | 14 - 0                                                         | Éliminatoires de l'Euro 2024                                   | 36e du pied gauche                                             | 54e                                                            |
| 8.                                    | 18 novembre 2023                                               | Allianz Riviera, Nice, France                                  | Gibraltar                                                      | 9 - 0                                                          | 14 - 0                                                         | Éliminatoires de l'Euro 2024                                   | 65e du pied gauche                                             | 54e                                                            |
| Total                                 | 8 buts (4 du pied droit et 4 du pied gauche) en 58 sélections. | 8 buts (4 du pied droit et 4 du pied gauche) en 58 sélections. | 8 buts (4 du pied droit et 4 du pied gauche) en 58 sélections. | 8 buts (4 du pied droit et 4 du pied gauche) en 58 sélections. | 8 buts (4 du pied droit et 4 du pied gauche) en 58 sélections. | 8 buts (4 du pied droit et 4 du pied gauche) en 58 sélections. | 8 buts (4 du pied droit et 4 du pied gauche) en 58 sélections. | 8 buts (4 du pied droit et 4 du pied gauche) en 58 sélections. |

## Palmarès
Avec 27 titres collectifs, Kingsley Coman est le second joueur français le plus titré de l'histoire derrière Karim Benzema, club et sélection confondus.
| Paris Saint-Germain (3)                                                                      | Juventus (4) | Bayern Munich (20) | Équipe de France                                                                    |
| -------------------------------------------------------------------------------------------- | --- | --- | ----------------------------------------------------------------------------------- |
| - Ligue 1 (2) : - Champion : 2013 et 2014. - Trophée des champions (1) : - Vainqueur : 2013. | - Serie A (2) : - Champion : 2015 et 2016. - Coupe d'Italie (1) : - Vainqueur : 2015. - Supercoupe d'Italie (1) : - Vainqueur : 2015. - Finaliste en 2014. - Ligue des champions - Finaliste en 2015. | - Bundesliga (9) : - Champion : 2016, 2017, 2018, 2019, 2020, 2021, 2022, 2023 et 2025. - Coupe d'Allemagne (3) : - Vainqueur : 2016, 2019 et 2020. - Finaliste : 2018. - Supercoupe d'Allemagne (6) : - Vainqueur : 2016, 2017, 2018, 2020,2021 et 2022. - Finaliste : 2019 et 2023. - Ligue des champions (1) - Vainqueur en 2020 - Coupe du monde des clubs (1) : - Vainqueur : 2020. | - Coupe du monde : - Finaliste en 2022 - Championnat d'Europe : - Finaliste en 2016 |

### En club
Formé au Paris Saint-Germain, Kingsley Coman est champion de France en 2013 et en 2014 et remporte le Trophée des champions en 2013.
Parti ensuite à la Juventus, il est sacré champion d'Italie en 2015 et 2016. Il reste sur le banc lors de la finale de Coupe d'Italie remportée en 2015 mais est titulaire lors de la victoire en Supercoupe d'Italie la même saison. Il est finaliste de la Ligue des champions en 2015 face au FC Barcelone.
Champion d'Allemagne à neuf reprises en 2016, 2017, 2018, 2019, 2020, 2021, 2022, 2023 et 2025 avec le Bayern Munich, Coman remporte également trois fois la Coupe d'Allemagne en 2016, 2019 et 2020, la Supercoupe d'Allemagne à six reprises en 2016, 2017, 2018, 2020, 2021 et 2022.
Sur la scène continental, il remporte la Ligue des champions 2020, en marquant l'unique but de la finale contre le Paris Saint-Germain, son club formateur ainsi que la coupe du monde des clubs en 2020. 
Lors de ses onze premières saisons professionnelles, Kingsley Coman est champion à douze reprises, remportant lors de la saison 2015-2016, le titre de champion d'Allemagne et d'Italie, ayant joué au moins une minute dans les deux championnat la même saison.

### En sélection
Avec l'équipe de France, Kingsley Coman compte 58 sélections pour 8 buts et à joué les Euro 2016 dont il dispute la finale perdue à domicile face au Portugal, 2020 et 2024 ainsi que la Coupe du monde 2022 dont il dispute la finale perdue face à l'Argentine.